# 天体运行论
《天体运行论》（拉丁語：De revolutionibus orbium coelestium）是波兰天文学家哥白尼所著的一本讲述他自己的天文学说的著作。

## 簡介

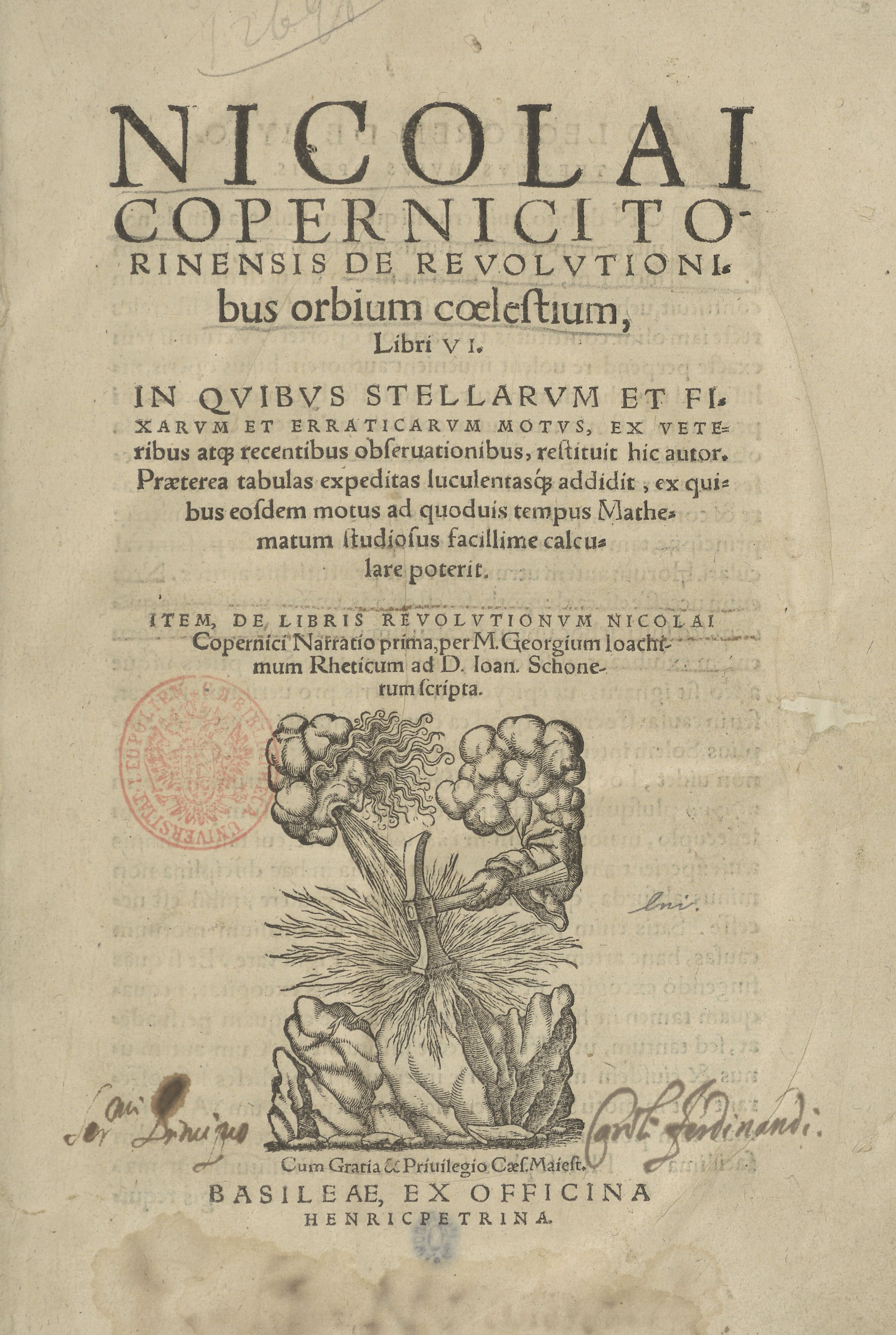
標題頁, 第2版, 巴塞尔, Officina Henricpetrina, 1566

1506年，哥白尼在回国任教士不久，开始写作《天体运行论》。1512年，哥白尼把他任职城堡西北角的箭楼建为自己的小型天文台，用自制简陋的仪器进行天文观测，计算、研究。他在《天体运行论》一书中所引用的27个观测数据，大部分是在这里记录下来的。约在1536年，哥白尼写成了《天体运行论》，创立了“日心說”。1543年，《天体运行论》出版。由于哥白尼害怕引起各方面的攻击，他在书的序中写明将他的著作献给教宗保祿三世。他认为，在教皇的庇护下，《天体运行论》也许可以问世。除了这篇序之外，《天体运行论》还有另外一篇教士安德烈亚斯·奥西安德写的前言。当时哥白尼重病在身，委托这位教士出版发行。奥西安德尔为使这书能安全发行，假造了一篇无署名的前言，说书中的理论不一定為行星在空间的真正运动，不过是为编算星表、预推行星的位置而想出来的一种人为的设计。这篇前言在半个多世纪的时间里，骗过了许多人。
据说，1543年5月24日，垂危的哥白尼在病榻上见到了从纽伦堡寄来的《天体运行论》样书。他只摸了摸书的封面，便与世长辞了，但據記載，哥白尼在著作出版前半年已因腦中風喪失知覺，並長期昏迷在床。

## 评价
《天体运行论》出版后很少引起人们的注意。一般人不懂，而许多天文工作者只把这本书当作编算行星星表的一种方法。《天体运行论》在出版后七十年间，曾经遭到马丁·路德的斥责：「聲名暴起的占星術士......這個笨蛋想要把整個天文科學逆轉過來,可是《聖經》告訴我們,約書亞命令太陽靜止不動,沒有說要地球不動。」，但未引起罗马教廷的注意。后来布鲁诺和伽利略公开宣传日心说，危及了教会的统治，罗马教廷才于公元1616年把《天体运行论》列为禁书。
《天体运行论》中的天体实际上是指天球，因为哥白尼并没有抛弃托勒密天文学中的天球概念。行星仍然是被镶嵌在水晶球壳中，随着球壳运转。
哥白尼本人也没有想摆脱托勒密传统。对于此书，中国天文学界有一个旧译名“天旋论”。1953年，在为纪念哥白尼诞辰480周年出版的《纪念哥白尼》一书中，竺可桢、戴文赛等科学家采用了“天体运行论”的译名。而科学界一直有学者指出这一译名存在问题，因为书名中的“orbium”并非代表天体，而是指带动可见天体的（假想的）看不见的透明天球。商务印书馆的最新中译本便是采用了“天球运行论”的新译名。

## 目錄
《天体运行论》共六卷。
1. 第一卷共14章，主要论太阳居宇宙的中心，地球和其他行星都绕太阳运行。
2. 第二卷共14章，主要球面天文學與天體的視運動，卷末附有恆星位置研究與以黃經、黃緯為內容的星座描述表。
3. 第三卷共26章，主要论二分、二至點的岁差、黃赤交角變化與及其相關。
4. 第四卷共32章，论月球的运行和日月食。
5. 第五卷共36章、第六卷共9章，此兩卷主要论水星、金星、火星、木星和土星五大行星的視運動情況。

## 参看
- 哥白尼
- 日心说

## 扩展阅读
- De revolutionibus orbium coelestium, Norimbergae, J. Petreium, 1543 (Vicifons)
- 《天球運行論》張卜天 譯，商務印書館2016年6月第1版， ISBN 9787100122054
- 《天體運行論》張卜天 譯，台灣大塊文化2005年2月初版，ISBN 9867291050
- 《天體運行論》葉式煇 譯，北京大學出版社1992年10月初版，2006年5月再版，ISBN 9787301095478
- 《無人讀過的書：哥白尼〈天體運行論〉追尋記》，歐文‧金格里奇 著，王今、徐國強 譯，三聯書店2008年4月初版，ISBN 9787108026927
- 《追蹤哥白尼：一部徹底改變歷史但沒人讀過的書》金格瑞契 著，賴盈滿 譯，台灣遠流出版2007年10月初版，ISBN 9789573261681